# هندريك فيرمولين
هندريك فيرمولين (بالإنجليزية: Hendrik Vermeulen)‏ هو مصمم أزياء جنوب أفريقي، ولد في 7 أبريل 1982 في Fauresmith ‏ في جنوب أفريقيا.